# Кадіївський провулок (Київ)
Каді́ївський прову́лок — провулок у Деснянському районі міста Києва, селище Биківня. Пролягає від Броварського проспекту до Путивльської вулиці.
Прилучається Миргородська вулиця.

## Історія
Провулок виник у 1950-ті роки під назвою 837-ма Нова вулиця. Сучасна назва — з 1953 року, на честь міста Кадіївки.